# Aquatopia (Anvers)
 (février 2018).

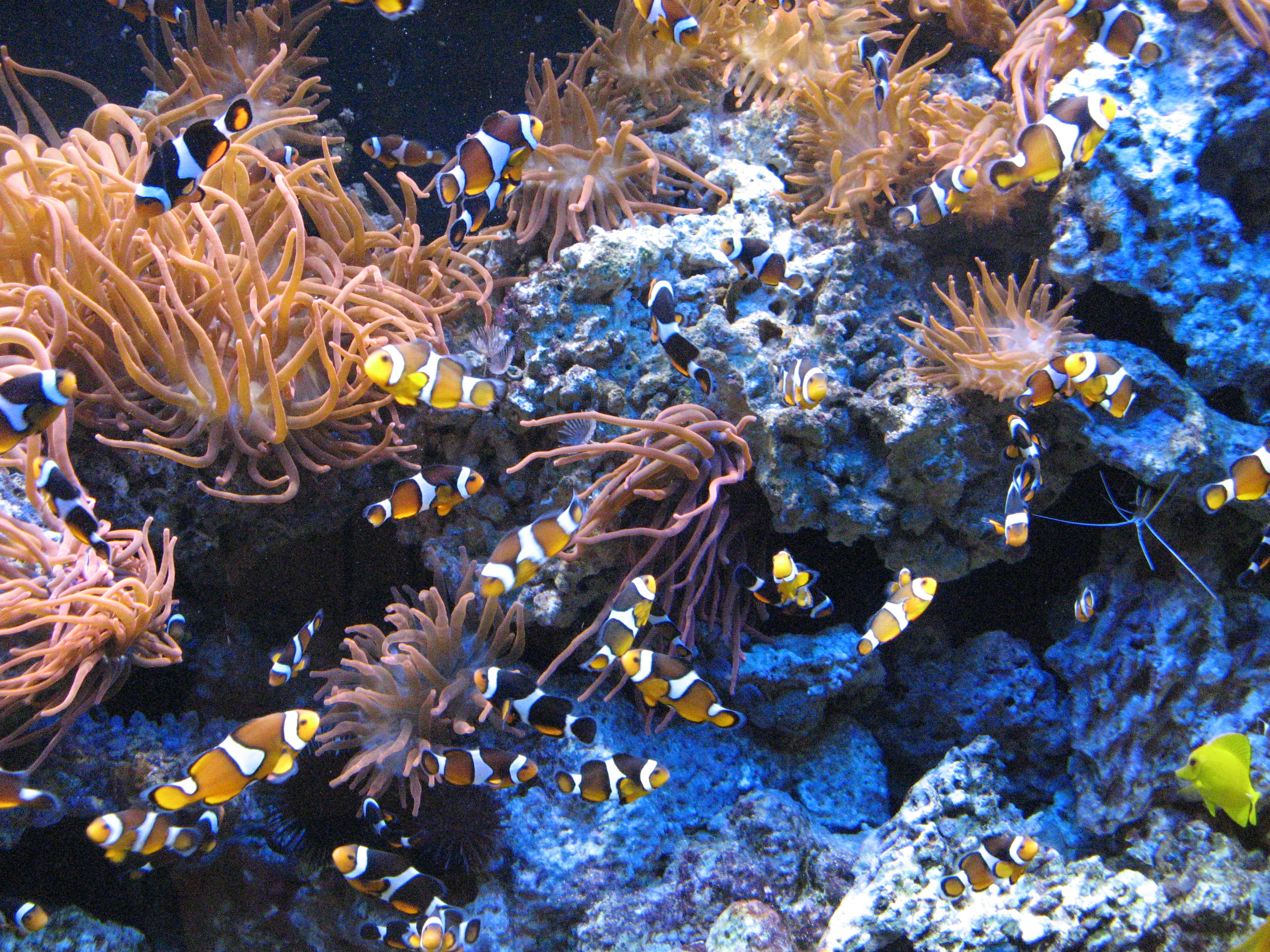
Poissons-clowns à Aquatopia.

Aquatopia était une attraction éducative populaire dans le centre d'Anvers, en Belgique. On y trouvait autrefois un ensemble d'aquariums, ainsi que des reconstitutions d'autres habitats marins, notamment des marécages, des forêts pluviales, des deltas fluviaux et des récifs coralliens. Aquatopia a également inclus un certain nombre d'expositions spéciales couvrant les requins, le nautilus, et les mystères des profondeurs. L'attraction à plusieurs étages était située sur la Koningin Astridplein, en face de la gare Anvers-Centraal. Elle avait 1 000 000 litres (220 000 imp gal; 260 000 gal US) d'eau.
Bien que l'entrée du Zoo d'Anvers soit également située tout près, face à la même place (Astridplein), le zoo n'était pas affilié à Aquatopia.
Aquatopia ferme le 8 janvier 2017.